# GJ 3128
GJ 3128 is een rode dwerg met een spectraalklasse van M5.5 V. De ster bevindt zich 30,13 lichtjaar van de zon.